# Ї-ван II
Ї-ван (кит. трад.: 夷王; піньїнь: Yi) — 9-й ван давньокитайської держави Чжоу, син Ї I.

## Правління
Був поставлений на трон за сприяння китайської знаті після узурпації влади дядьком Ї-вана I Сяо-ваном. Був слабким правителем. У той період дрібні правителі навіть відмовлялись сплачувати данину до імператорської казни. Ї-ван воював проти Чу та східних варварів у південних околицях своїх володінь.